# Zodiac (film)
Zodiac är en amerikansk thrillerfilm från 2007.

## Handling
Handlingen kretsar kring de så kallade Zodiacmorden som inträffade i trakten av San Francisco i slutet av 1960-talet. Serietecknaren Robert Graysmith som jobbar på San Francisco Chronicle blir besatt av att uppdaga Zodiac-mördarens identitet.

## Om filmen
Zodiac regisserades av David Fincher. Filmens manus skrevs av James Vanderbilt efter två romaner av Robert Graysmith.

## Rollista i urval

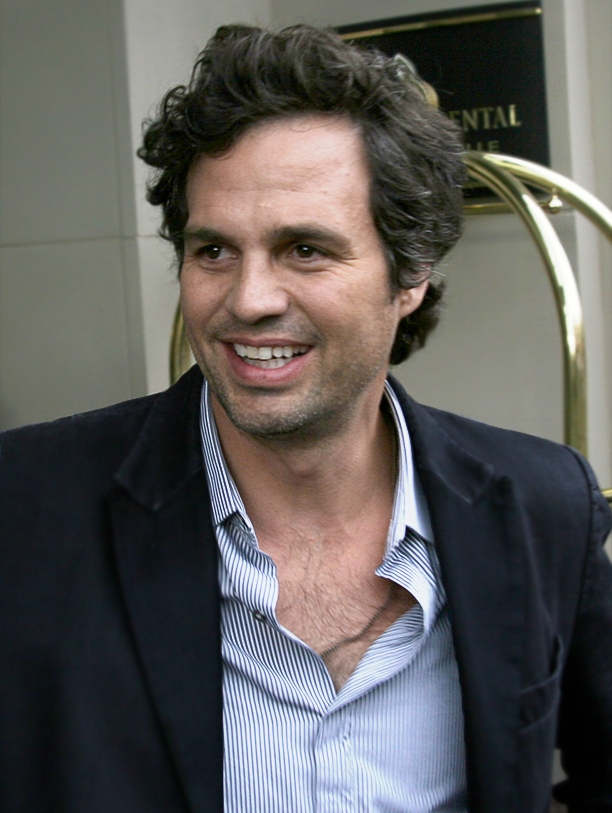
Mark Ruffalo som spelade rollen som Dave Toschi

| Jake Gyllenhaal    | – Robert Graysmith                 |
| Mark Ruffalo       | – polisinspektör Dave Toschi       |
| Robert Downey, Jr. | – Paul Avery                       |
| Anthony Edwards    | – polisinspektör William Armstrong |
| Brian Cox          | – Melvin Belli                     |
| Charles Fleischer  | – Bob Vaughn                       |
| Zach Grenier       | – Mel Nicolai                      |
| Philip Baker Hall  | – Sherwood Morrill                 |
| Elias Koteas       | – poliskommissarie Jack Mulanax    |
| James LeGros       | – polisinspektör George Bawart     |
| Donal Logue        | – poliskapten Ken Narlow           |
| John Carroll Lynch | – Arthur Leigh Allen               |
| Dermot Mulroney    | – poliskapten Marty Lee            |
| Chloë Sevigny      | – Melanie Graysmith                |
| Adam Goldberg      | – Duffy Jennings                   |